# Nicola Vicentino

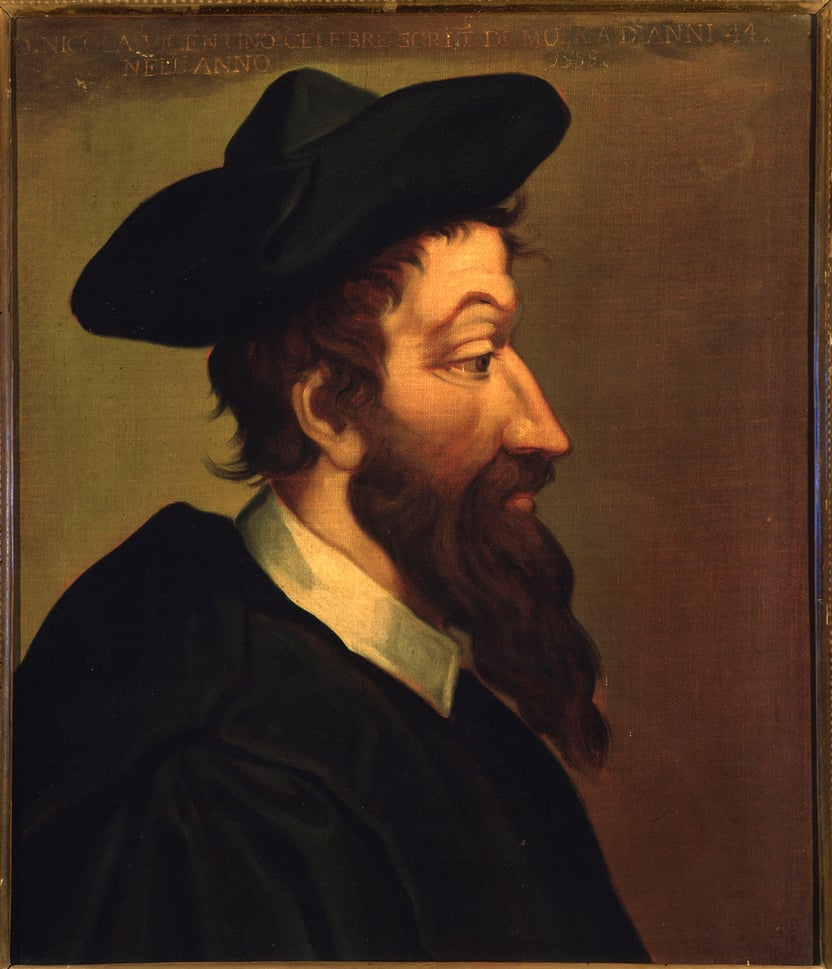
Vicentino

Nicola Vicentino (1511 – 1576) was een Italiaans muziektheoreticus wiens experimenten met het ontwerpen van toetsenborden en gelijkzwevende stemming wedijveren met die van 20e-eeuwse theoretici.
Rond 1530 verhuisde hij van Venetië naar Ferrara, een broeinest van experimentele muziek. Hij diende kort als muziekleraar voor de hertog van Este om zichzelf te onderhouden terwijl hij verhandelingen schreef over de relevantie van Oud-Griekse muziektheorie in hedendaagse muziek en over waarom, naar zijn mening, het hele systeem van Pythagoras inzake muziek, verwerpelijk was.